# SOMUA MCL
Der SOMUA MCL war eine auch im Zweiten Weltkrieg verwendete französische schwere Halbkettenzugmaschine.

## Geschichte
1933 erstellte die französische Armee eine Ausschreibung für eine Halbkettenzugmaschine, die in der Lage sein sollte, schwere Geschütze wie die in Fahrstellung etwa 12 Tonnen wiegende Canon de 155 mm GPF zu ziehen. Somua entwickelte daraufhin aus dem Typ SOMUA MCG ein schwereres Modell, das in den Jahren 1934 und 1935 ausgiebig erprobt wurde und dann als SOMUA MCL (L stand für „lourde“ = schwer) in Dienst gestellt wurde. Neben der Geschützbedienung (8 Mann) konnte das Fahrzeug 20 Schuss Munition mit Ladung und Zündern transportieren.
Gebaut wurden bis 1937 insgesamt 15 Stück, darunter eines als MCL 11 mit einem Drehschemel auf der Ladefläche, auf den der Lafettenschwanz des Geschützes (ohne Protze) aufgelegt werden konnte. Schon bald stellte sich heraus, dass der SOMUA MCL schlechtere Leistungen aufwies als die Radzugmaschine Laffly S 35 T, weswegen man vom Bau weiterer Artilleriezugmaschinen SOMUA MCL Abstand nahm. Die gebauten Exemplare dienten im Zweiten Weltkrieg zur Motorisierung einer Artillerie-Abteilung zu drei Batterien zu je vier Kanonen 155 mm GPF.
Weiter verbreitet war die ebenfalls ab 1937 gebaute und als schweres Bergefahrzeug in Dienst gestellte Variante mit der Bezeichnung SOMUA MCL 5. Das Fahrzeug hatte eine Ladefläche ohne Plane, darauf einen Ladekran mit Hubkraft von 1,5 Tonnen und eine Winde mit einer Zugkraft von 5 bis 7,5 Tonnen. Eine neuere ab Februar 1940 gebaute Variante, auch MCL 6 genannt, hatte eine Plane, die Ladefläche war etwas tiefergelegt. Das Fahrzeug diente zum Bergen leichter und mittlerer Panzer in den Instandsetzungseinheiten der Panzerbataillone.
Von der Variante als Panzerbergungsfahrzeug entstanden bis zum Kriegsausbruch Anfang September 1939 etwa 55 Stück, weitere 35 bis Jahresende 1939 und ca. 63 Stück von Februar bis Mitte Juni 1940, insgesamt also etwa 153 Stück, dazu die oben erwähnten 15 Artilleriezugmaschinen. Spielberger nennt dagegen eine Gesamtzahl von 796 Stück. Er geht hierbei von den reservierten Fahrgestellnummernbändern aus, übersieht hierbei jedoch, dass viele Fahrgestellnummern nicht vergeben wurden, weil nach dem 14. Juni 1940 (Besetzung der SOMUA-Werke in Paris) keine Fahrzeuge mehr ausgeliefert und die Bestellungen storniert wurden.

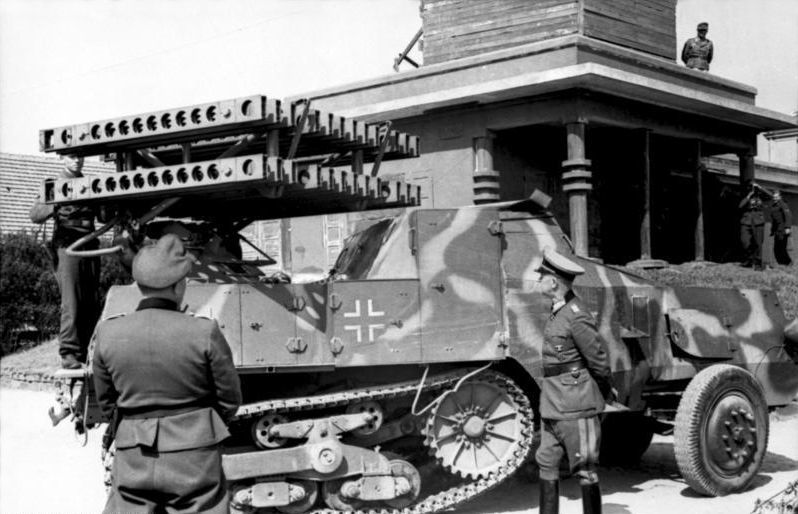
8-cm-Mehrfachraketenwerfer auf überpanzertem SOMUA MCL

Die deutsche Wehrmacht gab dem Fahrzeug die Bezeichnung Zugkraftwagen S 303 (f). Ob und, wenn ja, wie viele dieser Fahrzeuge in die Wehrmacht übernommen wurden und wie sie dort verwendet wurden, ist nicht überliefert. Fest steht lediglich, dass ihre Zugkraft von etwa 13 Tonnen nicht ausreichte, um die 20 und mehr Tonnen wiegenden Panzer III und Panzer IV der Wehrmacht zu bergen. Es gibt Photos von überpanzerten SOMUA MCL 5 mit aufgebauten 8-cm-Mehrfachraketenwerfer oder einem schweren Reihenwerfer, von ersterem sollen sechs Stück, von letzterem 16 Stück umgebaut worden sein.

## Technik
Das Fahrzeug glich auf den ersten Blick seinem kleineren Bruder SOMUA MCG, aus dem es entwickelt worden war; es war jedoch (was auf den überlieferten Photos schlecht erkennbar ist) erheblich größer, schwerer und wies größere Leistungen auf. Der Unterschied lässt sich am leichtesten am Halbkettenfahrwerk erkennen: Der SOMUA MCG hatte eine, der SOMUA MCL zwei Stützrollen.
Der Motor des Fahrzeuges hatte vier Zylinder, Bohrung × Hub 115 × 150 mm, Hubraum 6232 cm³, daneben wird eine Bohrung von 118 mm genannt (Hubraum 6558 cm³). Die Leistung wird mit 90 bzw. 80 PS angegeben. Es soll auch eine Sechszylinder-Variante mit 105 PS gegeben haben, die die Typenbezeichnung MCSL führte.
Das Halbkettenfahrwerk war das typische damalige Kégresse-Laufwerk, es hatte neben vorderer Antriebs- und hinterer Führungsrolle vier an einem Balken aufgehängte Laufrollen und zwei Stützrollen.